# 暗転
| ウィキペディアには「暗転」という見出しの百科事典記事はありません（タイトルに「暗転」を含むページの一覧/「暗転」で始まるページの一覧）。 代わりにウィクショナリーのページ「暗転」が役に立つかもしれません。 |